# BMC Racing Team/Saison 2011
Dieser Artikel listet Erfolge und Mannschaft des BMC Racing Teams in der Saison 2011 auf.

Das Team-Trikot der Saison 2011

## Erfolge in der UCI WorldTour
In der Saison 2011 gelangen dem Team nachstehende Erfolge in der UCI WorldTour.
| Datum            | Rennen                          | Sieger         |
| ---------------- | ------------------------------- | -------------- |
| 14. März         | 6. Etappe Tirreno-Adriatico     | Cadel Evans    |
| 9.–15. März      | Gesamtwertung Tirreno-Adriatico | Cadel Evans    |
| 26. April–1. Mai | Gesamtwertung Tour de Romandie  | Cadel Evans    |
| 5. Juli          | 4. Etappe Tour de France        | Cadel Evans    |
| 2.–24. Juli      | Gesamtwertung Tour de France    | Cadel Evans    |
| 8. August        | Prolog Eneco Tour (EZF)         | Taylor Phinney |

## Erfolge in der UCI America Tour
In der Saison 2011 gelangen dem Team nachstehende Erfolge in der UCI America Tour.
| Datum      | Rennen                              | Kat. | Fahrer          |
| ---------- | ----------------------------------- | ---- | --------------- |
| 24. August | 2. Etappe USA Pro Cycling Challenge | 2.1  | George Hincapie |

## Erfolge in der UCI Europe Tour
In der Saison 2011 gelangen dem Team nachstehende Erfolge in der UCI Europe Tour.
| Datum        | Rennen                                    | Kat. | Fahrer             |
| ------------ | ----------------------------------------- | ---- | ------------------ |
| 23. Juni     | Schweizer Meisterschaft – Zeitfahren      | CN   | Martin Kohler      |
| 26. Juni     | Norwegische Meisterschaft – Straßenrennen | CN   | Alexander Kristoff |
| 8. Juli      | 6. Etappe Österreich-Rundfahrt            | 2.HC | Greg Van Avermaet  |
| 27. Juli     | 5. Etappe Tour de Wallonie                | 2.HC | Greg Van Avermaet  |
| 23.–27. Juli | Gesamtwertung Tour de Wallonie            | 2.HC | Greg Van Avermaet  |
| 9. Oktober   | Paris–Tours                               | 1.HC | Greg Van Avermaet  |

## Zugänge – Abgänge
| Zugänge           | Team 2010             | Abgänge         | Team 2011    |
| ----------------- | --------------------- | --------------- | ------------ |
| Manuel Quinziato  | Liquigas-Doimo        | Scott Nydam     | Karriereende |
| Ivan Santaromita  | Liquigas-Doimo        | Florian Stalder | Karriereende |
| Greg Van Avermaet | Omega Pharma-Lotto    | Jackson Stewart | Unbekannt    |
| Johann Tschopp    | Bbox Bouygues Télécom |                 |              |
| Amaël Moinard     | Cofidis               |                 |              |
| Taylor Phinney    | Trek Livestrong U23   |                 |              |
| Timothy Roe       | Trek Livestrong U23   |                 |              |
| Yannick Eijssen   | Neoprofi              |                 |              |

## Mannschaft
| Name               | Geburtstag         | Nationalität       |
| ------------------ | ------------------ | ------------------ |
| Alessandro Ballan  | 6. November 1979   | Italien            |
| Chris Barton       | 7. Juni 1988       | Vereinigte Staaten |
| Chad Beyer         | 15. August 1986    | Vereinigte Staaten |
| Brent Bookwalter   | 16. Februar 1984   | Vereinigte Staaten |
| Marcus Burghardt   | 30. Juni 1983      | Deutschland        |
| Chris Butler       | 16. Februar 1988   | Vereinigte Staaten |
| Yannick Eijssen    | 26. Juni 1989      | Belgien            |
| Cadel Evans        | 14. Februar 1977   | Australien         |
| Mathias Frank      | 9. Dezember 1986   | Schweiz            |
| George Hincapie    | 29. Juni 1973      | Vereinigte Staaten |
| Martin Kohler      | 17. Juli 1985      | Schweiz            |
| Alexander Kristoff | 5. Juli 1987       | Norwegen           |
| Karsten Kroon      | 29. Januar 1976    | Niederlande        |
| Jeff Louder        | 8. Dezember 1977   | Vereinigte Staaten |
| Amaël Moinard      | 2. Februar 1982    | Frankreich         |
| Steve Morabito     | 30. Januar 1983    | Schweiz            |
| John Murphy        | 15. Dezember 1984  | Vereinigte Staaten |
| Taylor Phinney     | 27. Juni 1990      | Vereinigte Staaten |
| Manuel Quinziato   | 30. Oktober 1979   | Italien            |
| Timothy Roe        | 28. Oktober 1989   | Australien         |
| Mauro Santambrogio | 7. Oktober 1984    | Italien            |
| Ivan Santaromita   | 30. April 1984     | Italien            |
| Michael Schär      | 29. September 1986 | Schweiz            |
| Johann Tschopp     | 1. Juli 1982       | Schweiz            |
| Greg Van Avermaet  | 17. Mai 1985       | Belgien            |
| Danilo Wyss        | 26. August 1985    | Schweiz            |
| Simon Zahner       | 6. März 1983       | Schweiz            |